# Coppa Agostoni 1977
La Coppa Agostoni 1977, trentunesima edizione della corsa, si svolse il 25 agosto 1977 su un percorso di 209 km. La vittoria fu appannaggio dell'italiano Francesco Moser, che completò il percorso in 5h02'05", precedendo i connazionali Gianbattista Baronchelli e Enrico Paolini.

## Ordine d'arrivo (Top 10)
| Pos. | Corridore                | Squadra                    | Tempo    |
| ---- | ------------------------ | -------------------------- | -------- |
| 1    | Francesco Moser          | Sanson                     | 5h02'05" |
| 2    | Gianbattista Baronchelli | Scic                       | s.t.     |
| 3    | Enrico Paolini           | Scic                       | a 13"    |
| 4    | Franco Bitossi           | Vibor                      | s.t.     |
| 5    | Wladimiro Panizza        | Scic                       | s.t.     |
| 6    | Phil Edwards             | Sanson                     | s.t.     |
| 7    | Serge Parsani            | Bianchi-Campagnolo         | a 57"    |
| 8    | Andrea Checchi           | Fiorella Mocassini-Citroën | s.t.     |
| 9    | Bruno Wolfer             | Zonca-Santini              | a 1'26"  |
| 10   | Pierino Gavazzi          | Jollj Ceramica             | s.t.     |